# Banaue
Banaue (offiziell: Municipality of Banaue; Filipino: Bayan ng Banaue; Ilocano: Illi ti Banaue) ist eine philippinische Stadtgemeinde in der Provinz Ifugao. Banaue liegt im Norden der Insel Luzon in den philippinischen Zentralkordilleren. Das Gebiet ist gebirgig, der höchste Berg ist der Mt. Amuyao mit einer Höhe von 2628 m über dem Meer. Auf dem Gebiet der Stadtgemeinde Banaue liegt das UNESCO-Weltkulturerbe Reisterrassen von Banaue.

## Sehenswürdigkeiten

### Reisterrassen von Banaue

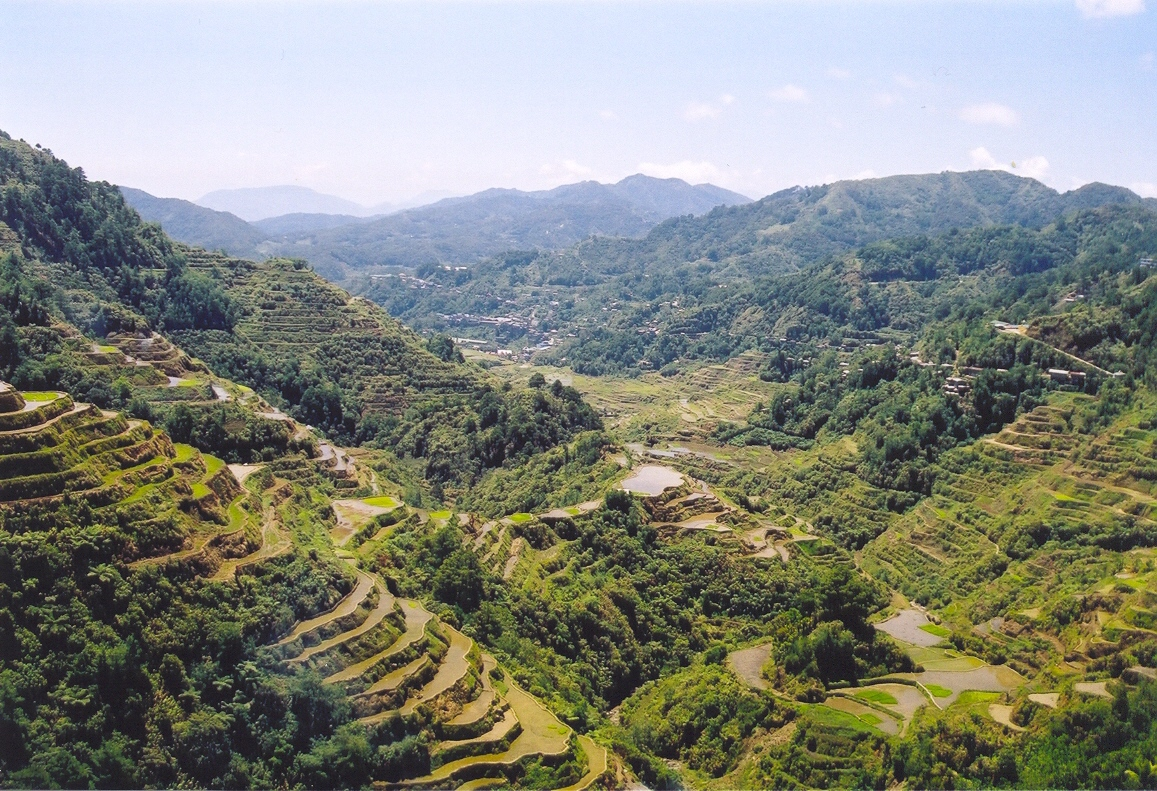
Reisterrassen im Jahr 2003

Die mindestens 2000 Jahre alten Reisterrassen von Banaue sind Teil der Reisterrassen in den philippinischen Kordilleren, die sich einst von der Provinz Cagayan im Nordosten bis zur Provinz Quezon weit im Süden ausdehnten. Sie reichen bis in eine Höhe von 1500 m über dem Meer.

### Weitere Reisterrassen

Amphitheaterförmige Reisterrassen von Batad (Ifugao). Größenvergleich: Hütten auf dem Sattelsporn, etwa rechts der Bildmitte im Wolkenschatten, sind über eine Laufstunde entfernt.

Die ältesten Teile liegen ca. 20 km entfernt westlich von Banaue rund um das Baranggay Batad. Hier sind sie besonders spektakulär und angelegt wie ein überdimensionales Amphitheater. Weitere sehenswerte Reisterrassen und auch heiße Quellen befinden sich in Hapao. Zu beiden Zielen gibt es für Touristen nur organisierte Jeepneytouren, alle weiteren sind auf Grund der Pistenverhältnisse und unregelmäßigen Verkehrsverbindungen logistisch nur schwerlich zugänglich.

#### Ökologie in den Reisterrassen
Viele Reisterrassen verfallen mittlerweile, große Erosionsschäden sind zu beklagen, denn die mühsame Landwirtschaft ohne die Möglichkeit von Maschineneinsatz verdoppelt mindestens den Preis gegenüber der Konkurrenz aus dem Flachland. Die Riesenapfelschnecke (Pomacea canaliculata) wurde erst Anfang der 1980er eingeführt, um die Proteinversorgung der Bevölkerung zu verbessern. Es stellt sich allerdings heraus, dass sie in hohem Maße junge Setzlinge, kleine Nutzfische, essbare Muscheln etc. verspeist. Zudem stellen Apfelschnecken den wohl häufigsten Zwischenwirt des Pärchenegels Schistosoma dar, eine beim Menschen zur Schistosomiasis (Bilharziose) führende Erkrankung. Durch den Genuss ungekochten Schneckenfleisches, selbst das Verschlucken von Wasser in dem betroffene Tiere leben, kann eine Infektion erfolgen. Bisher ist von den Philippinen nicht bekannt (!), dass sie infiziert sind; allerdings gehört die tropische Region zu einem vakanten Risikogebiet.
Zwei weitere Schwierigkeiten, die die Haltbarkeit vor allem der Lehmwände beeinträchtigen, bringt ein bis 45 cm langer, bis fingerdicker Riesenerdwurm ((Poly)pheretima elongata, Ifugao Olang) mit sich, der sie regelrecht perforiert. Es steht noch zur wissenschaftlichen Diskussion an, ob es sich dabei um eine alte Art oder um eine evolutionäre Anpassung, u. a. bedingt durch jahrzehntelangem Pestizideinsatz handelt. Auf ähnliche Weise schädigt die Maulwurfsgrille (Gryllotalpa major). Mit ihren vorderen, evolutionär umgewandelten und maulwurfsähnlichen Grabbeinen legt sie Gänge an und lebt unterirdisch. Sie beschädigt Wurzeln bei ihren Grabarbeiten, frisst allerdings ausschließlich tierische Nahrung, vor allem Larven, Insekten und andere Wirbellose. Die aus bis zu 1000 Eiern schlüpfenden Larven werden in einer speziellen Brutkammer gepflegt. Beide Schädlinge haben keine natürlichen Feinde, was eher auf eine erst kürzlich erfolgte Anpassung bzw. Einschleppung hindeutet.
Nicht zu unterschätzen ist auch der Verlust durch Vogelfraß, der in entlegenen Reisfeldern bis zu 30 % der Ernte betragen kann.
Das größte Problem ist aber die Abwanderung der jungen Generation, die ihr Glück im Tourismus und den größeren Städten versuchen.
Staatliche Organisationen und vor allem NGOs bemühen sich in internationaler Zusammenarbeit diese Probleme anzugehen, insbesondere Wege zur Wirtschaftlichkeit auf höherem Niveau zu finden. So wird mittelfristig versucht, die Bauern zu nachhaltigem, ökologischen Anbau variantenreicher, seltener Sorten zu ermuntern. Ferner werden die Vorteile von Kooperativen aufgezeigt, um Kosten für die Einzelnen zu senken: z. B. gemeinsame Ab- und Antransporte organisieren, gezielte Kundenwerbung betreiben, den Markt für gehobenen Konsum erschließen etc.
So erbringt der native, natürliches Aroma enthaltende Tinawon-Reis auf dem Markt den dreifachen Erlös gegenüber normalem Reis. Gleichzeitig soll der Ertrag durch doppelte Ernte verbessert werden, indem auch gezielt Fische, insbesondere der Quergestreifte Schlangenkopf (Channa striata (Ifugao dolog)) sowie in jüngerer Zeit der Buntbarsch Tilapia zillii und der in China, Südostasien bis Japan heimische, karpfenartige Ostasiatische Schlammpeitzger (Misgurnus anguillicaudatus, Ifugao [u]yuyuh; eingeführt aus Japan erstmals 1931) auf den Reisfeldern eingebracht werden. Diese äußerst schmackhaften, kleinfingerdicken, bis max. 25 cm langen Schlammbewohner, die mit ihrer schlängelnden Schwimmbewegung ein wenig an Aale erinnern, erzielen sehr hohe Preise auf dem zahlungskräftigen Feinschmeckermarkt. Sie dürfen nur zu bestimmten Zeiten nach der Reisernte gefangen werden, was zusätzlich ihre Exklusivität ausmacht. Als Fruchtwechsel werden in der sog. „Trockenzeit“ u. a. Süßkartoffeln angebaut, in den Folgejahren Korn, Mongobohnen (von der chinesischen Mungbohne Phaseolus aureus) und Taro.

### Ethnien-Feste in der Region
Die Cordilleria Administrative Region (CAR) besiedeln 171 ethnolinguistische Gruppen; 92 % der Bevölkerung dieser Region gehören indigenen Ethnien an – der höchste Anteil in dem Inselstaat.
Seit 1979 findet etwa im Dreijahresrhythmus das „Banaue Imbayah“ statt, ein ethnisches Festival, überwiegend von Mitgliedern des Stammes der Ifugao gestaltet.
Das Wort kommt von Bayah und bedeutet Reiswein. Bumayah oder Imbayah meint entweder „hohe Gesinnung“ oder „Reichtum / Vorkommen“ – ein Anlass, bei dem aus magischen Krügen, die von Generation zu Generation weitergereicht wurden, Reiswein im Überfluss floss. Ein Fest mit historisch-kulturellem Hintergrund, das für die Toten und die Götter abgehalten wurde. Eine Zeit, die wie keine andere für Hochzeitsvorbereitungen geeignet ist. Die Männer tragen ihre traditionellen roten G-Strings (ein Lendentuch) mit gelben Linien und schwarz/weißen Streifen zu Schau, in denen feine, einfache Muster eingearbeitet sind, im gleichen Stil gehaltenen: das Stirnband mit roten, hellgelben und goldgelben Quasten. Ursprünglich war es ein Rattanband, versehen mit Blättern des Drachenbaums (Dracaena fragrans var.). Als Statussymbol werden Hauer von Wildschweinen an einer Halskette getragen. Die Frauen tragen farbenfrohe Tapis (Röcke) und wertvollen Schmuck. Besonders an ihren Tapis-Mustern kann man den gesellschaftlichen Stand ablesen.
Heutzutage ist es immer noch weniger als Touristenspektakel gedacht, sondern dient der (von der philippinischen Regierung gewünschten) Integration und Selbstdarstellung der (bis in jüngster Zeit recht rebellischen) Einheimischen. Die Ifugao geben in den Dörfern der Region – mit Schwerpunkt Banaue – Tänze, Gesänge, Vorführungen zum (backstrap) Weben und bieten auch andere kunsthandwerkliche Gegenstände an. Zudem werden landwirtschaftliche Produkte präsentiert, insbesondere, aber nicht nur, alle möglichen Varianten von süßem, schmackhaften Reiswein.
Daneben gibt es Wettbewerbe wie Holzhacken, Holzschnitzen sowie einem Rennen auf teils fantasievoll selbst gebastelten, hölzernen Fahrrädern, eine Art Seifenkistenrennen auf zwei Rädern mit bis zu 50 km/h. Auch typische einheimische Sportarten werden als Wettkampf ausgeführt. Dazu zählt der „königliche“ Huktingngan. Ein Zweikampf, bei dem mit beiden Händen ein Fuß an das Hinterteil hochgezogen wird. In dieser Stellung ist der Gegner mit der Schulter aus dem Gleichgewicht zu bringen. Weitere sind: Akkad (Stelzenwettrennen), Guyyud (Seilziehen), Hanggul (Armdrücken), Bartung / Bangunan („Beindrücken“), Dopap (Ringen) und Mumbayu (um die Wette Reis stampfen). Bei einem anderen Wettkampf wird auf eine alte Tradition Streitigkeiten beizulegen zurückgegriffen. Zur Verwendung kommt dabei das Stielblütengras (Ifugao runo, Miscanthus floridulus), aus dessen Schaft Wurfpfeile hergestellt werden. Jeweils ein Mann aus den streitenden Parteien stellte sich mit dem Rücken zum Gegner, während dieser in einer bestimmten Zeit versucht, möglichst viele Treffer zu erzielen. In heutiger Zeit findet dies in relativ humaner Entfernung statt und die Spitzen sind abgerundet.

## Distrikte
Banaue ist politisch in 18 Districts unterteilt.
| - Amganad - Anaba - Bangaan - Batad - Bocos - Banao - Cambulo - Ducligan - Gohang | - Kinakin - Poblacion - Poitan - San Fernando - Balawis - Ohaj - Tam-an - View Point - Pula |